# Língua de sinais

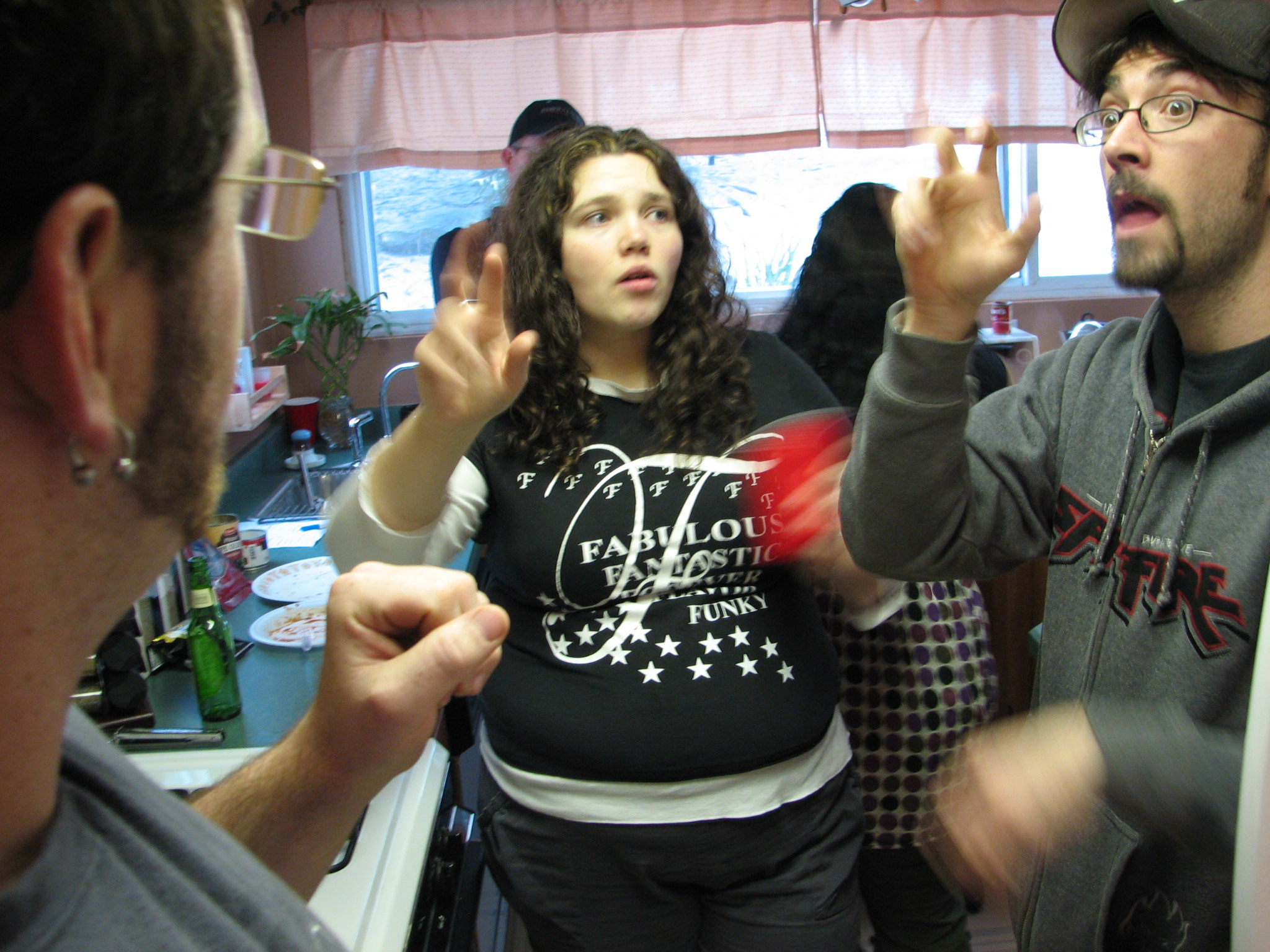
Conversa em língua de sinais.

A língua de sinais(pt-BR) ou língua gestual(pt-PT?) é uma língua de comunicação do tipo visual (comunicação não-verbal) que surge nas comunidades de pessoas surdas/deficientes auditivas, ou se deriva de outras línguas de sinais. Assim como as línguas orais-auditivas, uma língua de sinais é considerada pela linguística como língua natural, pois atende a todos os critérios linguísticos como qualquer língua. Por seu canal comunicativo ser diferente das línguas orais-auditivas, as línguas de sinais são denominadas como línguas de modalidade visuoespacial.
Os sinais/signos, ou seja, as palavras, são articulados essencialmente pelas mãos e percebidos através da visão. Neste tipo de língua, os sinais não são gestos, estes são símbolos arbitrários, convencionados pelos falantes de uma língua de sinais, assim como as palavras vocais são em uma língua oral. Por meio de uma língua de sinais, o surdo ou pessoa com deficiência auditiva têm acesso à informação e à comunicação.
As várias línguas de sinais existentes são linguagem naturais de comunicação, mas estas não são universais; pois cada país possui uma língua de sinais oficial, que desenvolve-se conforme a cultura da região, igualmente à língua oral-auditiva oficial. No Brasil a comunicação oficial é feita usando a Língua Brasileira de Sinais (LIBRAS), na França é a Língua Francesa de Sinais (Langue des Signes Française), nos Estados Unidos é a Língua Americana de Sinais (American Sign Language), e assim consecutivamente.

## Uso no mundo
Durante muitos anos, o oralismo, técnica defendida por Alexandre Graham Bell, foi a única forma aceitável de/para comunicação com as pessoas surdas. O famoso Congresso de Milão, de 1880, teve um impacto negativo sobre as línguas de sinais no mundo. Nesse congresso, os presentes, influenciados pelas ideias de Graham Bell, decidiram pela proibição da língua de sinais como método de educação de surdos. Assim, a língua falada oralmente foi imposta às pessoas surdas, e decretou-se, sem fundamentação científica alguma, que o oralismo deveria constituir a única forma de ensino. Diante disso, as línguas de sinais por mais de 100 anos foram violentamente proibidas e banidas dos espaços escolares.
Mesmo com a imposição do Congresso de Milão, as línguas de sinais resistiram. Com o passar dos anos, muitos linguistas se dedicaram a estudar diferentes línguas de sinais. O pioneiro foi o linguista americano William Stokoe, intitulado como o pai da linguística das línguas sinalizadas. Stokoe (1960) concluiu que as línguas de sinais apresentavam aspectos linguísticos de uma língua genuína, no léxico, na sintaxe e na sua capacidade de gerar infinitas sentenças e que deveriam ser pesquisadas e estudadas pela linguística.
Ao contrário do que muitos acreditam, a língua de sinais não é universal. Assim como as línguas orais, a variação linguística está presente também nas línguas de sinais. É grande a variedade de línguas de sinais ao redor do mundo. Segundo o site Ethnologue: Languages of the World, há mais de 140 línguas de sinais no mundo. São línguas completas, com a sua própria gramática e léxico.
Cada país tem a sua, ou até mais de uma, língua de sinais. Tomando como exemplo alguns países lusófonos, vemos que utilizam diferentes línguas de sinais: no Brasil existe a Língua Brasileira de Sinais (LIBRAS) e a Língua de Sinais Kaapor Brasileira, em Portugal existe a Língua Gestual Portuguesa (LGP), em Angola existe a Língua Angolana de Sinais (LAS), em Moçambique existe a Língua de sinais moçambicana (LMS).
Assim como acontece nas línguas faladas oralmente, existem variações linguísticas dentro da própria língua de sinais, isto é, regionalismos e/ou sotaques. Essas variações se devem a ligeiras diferenças culturais e influências diversas no sistema de ensino do país, por exemplo. Há também outros fatores que favorecem à diversidade e à mudança linguística, como, por exemplo, a extensão e a descontinuidade territorial e os contatos com outras línguas. Além disso, deve-se levar em conta que diferenças culturais são determinantes nos modos de representação do mundo. Assim, os surdos sentem as mesmas dificuldades que os ouvintes quando necessitam comunicar com outros que utilizam uma língua diferente.
Há também uma língua de sinais, análoga ao Esperanto, conhecida como Gestuno. O Gestuno, também conhecido como língua de sinais internacional, é uma língua artificial e é usada em convenções e competições internacionais, visando estabelecer uma comunicação internacional.
Não se sabe quando as línguas de sinais se iniciaram. Mas, sua origem remonta possivelmente à mesma época ou a épocas anteriores àquelas em que foram sendo desenvolvidas as línguas orais. Uma pista interessante para esta possibilidade das línguas de sinais terem se desenvolvido primeiro que as línguas orais é o fato que o bebê humano desenvolve a coordenação motora dos membros antes de se tornar capaz de coordenar o aparelho fonoarticulatório. As línguas de sinais são criações espontâneas do ser humano e se aprimoram exatamente da mesma forma que as línguas orais. Nenhuma língua é superior ou inferior a outra, cada língua se desenvolve e expande na medida da necessidade de seus usuários.
É comum aos ouvintes pressupor que as línguas de sinais sejam versões sinalizadas das línguas orais. Por exemplo, muitos acreditam que a LIBRAS é a versão sinalizada da língua portuguesa do Brasil; que a Língua de Sinais Americana é a versão sinalizada da língua inglesa; que a Língua de Sinais Japonesa é a versão sinalizada da língua japonesa; e assim por diante. No entanto, embora haja semelhanças ou aspectos comuns entre as línguas de sinais, devido a um certo contato linguístico, as línguas de sinais são autónomas, possuem estruturas gramatical própria, não derivam das línguas orais e possuem peculiaridades que as distinguem umas das outras e das línguas orais.
A língua de sinais são completas em si mesmas, dispondo de recursos expressivos suficientes para permitir aos seus usuários expressar-se sobre qualquer assunto, em qualquer situação, domínio do conhecimento e esfera de atividade. Por meio de uma língua de sinais é possível criar poesias, contar e inventar histórias, discutir sobre filosofia, política, assuntos do cotidiano etc. Emmanuelle Laborit, atriz surda, afirma no seu livro O Voo da Gaivota, que tudo pode ser expressado por meio dos sinais, sem perder nenhum de conteúdo. Mais importante, ainda: é uma língua adaptada à capacidade de expressão dos surdos.
A língua de sinais por muito tempo foi considerada uma língua ágrafa. Entretanto, hoje, segundo Barreto e Barreto (2015), existem vários tipos de escritas. Os principais sistemas de escrita e de notação criados para registrar as Línguas de Sinais, segundo os autores são: Notação Mimographie, publicada em 1822 por Roch-Ambroise Auguste Bébian; Notação Stokoe, publicado em 1960 por William Stokoe. Seu sistema de notação fonética tinha como objetivo chamar a atenção dos linguistas, que desconheciam a língua de sinais, e servir como sistema de transcrição para análise dos sinais; Hamburg Notation System (HamNoSys), sistema de notação fonética baseada na notação de Stokoe. Sua primeira versão foi publicada em 1984 pela Universidade de Hamburgo – Alemanha; Sistema D’Sign, publicada em 1990 por Paul Jouison. O sistema é capaz de transcrever frases inteiras da Língua de Sinais Francesa; Notação de François Neve, publicado em 1996 por Fançois Neves e desenvolvido a partir do sistema de Stoke; Sistema de Escrita das Línguas de Sinais (ELiS), criado em 1997 pela Profa. Dra. Mariângela Estelita Barros e posteriormente melhorado em 2008. O ELiS é um sistema de escrita linear da esquerda para a direita, representados por uma série de grafemas para representar quatro parâmetros da língua de sinais; Sistema de Escrita Signwriting, criado em 1974 por Valerie Sutton. Segundo Sutton, o Signwriting é uma escrita internacional. É o sistema de escrita da língua de sinais mais utilizado no mundo.
Há também o Sistema de Escrita para Línguas de Sinais (Escrita SEL). O sistema de escrita foi desenvolvido pela Profa. Dra. Adriana S. C. 'Lessa-de-Oliveira em 1999 e posteriormente melhorado em 2011. A Escrita SEL foi desenvolvida para a Libras. Entretanto, segundo a criadora, pode ser utilizado para escrever outras línguas de sinais. Mas, em alguns casos é necessária adaptação simples.

## Alfabeto datilológico
A difusão do alfabeto datilológico, também conhecido como alfabeto manual, a pressuposição de que esse alfabeto é a própria língua de sinais, que há uma única língua de sinais e que essa língua é universal. No entanto, o alfabeto datilológico é apenas um código de representação das letras alfabéticas, cuja função é a soletração de palavras das línguas orais, de algum vocábulo da língua oral que ainda não possua um sinal correspondente na língua de sinais, etc.
De acordo com o Instituto Nacional de Educação de Surdos (INES), o alfabeto datilológico usados atualmente no Brasil é um conjunto de 27 formatos, ou configurações diferentes de uma das mãos, cada configuração correspondendo a uma letra do alfabeto do português escrito, incluindo o “Ç”. O alfabeto manual também não é universal. Por ser convencionado, cada língua de sinais possui o seu alfabeto datilológico. Há também o alfabeto manual para pessoas surdas-cegos. Nesse caso, os indivíduos os surdos-cegos precisam pegar na mão de quem está sinalizando.
É muito aconselhável soletrar devagar, formando as palavras com nitidez. Entre as palavras soletradas, é melhor fazer uma pausa curta ou mover a mão direita para o lado esquerdo, como se estivesse empurrando a palavra já soletrada para o lado. Normalmente o alfabeto manual é utilizado para soletrar os nomes de pessoas, de lugares, de rótulos, sinais de pontuação, tais como, vírgulas, ponto final e de interrogação, às vezes, são desenhados no ar. Preposições e outras classes de palavras de que a língua não dispõe são inseridas na sinalização por meio da dactilologia, ou do alfabeto manual.

## Sinais e orais
Ao falarmos em língua de sinais estamos a referir-nos a língua materna/natural de uma comunidade de surdos, isto é, uma língua de produção mano-motora e de recepção visual, com vocabulário e gramática próprios, não dependente da língua oral, usada pela comunidade surda, que envolve também ouvintes, tais como familiares de surdos, intérpretes, professores e outros.

### Aspectos comuns
- Arbitrariedade: As línguas orais são maioritariamente arbitrárias, não se depreende a palavra simplesmente pela sua representatividade, mas é necessário conhecer o seu significado. As palavras e os sinais apresentam conexões arbitrárias entre a forma e o significado. A iconicidade encontra-se presente nas línguas de sinais, mais do que nas orais, mas a sua arbitrariedade continua a ser dominante. Embora, nas línguas de sinais, alguns sinais sejam totalmente icônicos, é impossível, como nas línguas orais, depreender o significado da grande maioria dos sinais, apenas pela sua representação.[1][11]
- Comunidade: As línguas orais têm uma comunidade que as adquirem, como língua materna, cujo desenvolvimento se faz através de uma comunidade de origem, passando pela família, a escola e as associações. Todas as línguas orais têm variações linguísticas. Todas as línguas gestuais possuem estas mesmas características.
- Sistema linguístico: As línguas orais são sistemas regidos por regras. O mesmo acontece com as línguas de sinais, conforme referenciado por Stokoe (1960).[6]
- Produtividade: As línguas orais possuem a características da produtividade e da recursividade, sendo possível aos seus falantes nativos produzirem e compreenderem um número infinito de enunciados, mesmo que estes nunca tenham sido produzidos antes.[1] Acontece o mesmo com as línguas de sinais, sendo encontradas a criatividade e produtividade nas produções. Podemos falar diversas coisas de diversas formas a partir das regras de cada língua.[11] Por exemplo, da LGP, pelos seus gestuais nativos, parecendo não haver limite criativo.
- Aspectos contrastivos: As línguas orais possuem aspectos contrastivos, isto é, as unidades fonológicas do sistema de determinada língua estabelecem-se por oposições contrastivas, ou seja, em pares de palavras, em que a substituição de uma unidade fonológica (um fonema) por outra altera o significado da palavra (por exemplo: parra e barra). Acontece o mesmo nas línguas de sinais, sendo que em vez de unidade fonológica, muda um pequeno aspecto do gesto (por exemplo, na LGP: método e liberdade).
- Evolução e renovação: As línguas orais modificam-se, como no caso das palavras que caem em desuso, outras que são adquiridas, a fim de aumentar o vocabulário e ainda no caso da mudança de significado das palavras. O mesmo acontece nas línguas de sinais, a fim de responder às necessidades que a evolução sociocultural impõe (por exemplo, na LGP, os seis gestos de "comboio", ou os gestos de "filme").
- Aquisição da linguagem:A aquisição de qualquer língua oral é natural, desde que haja um ambiente propício desde nascença. Na língua de sinais acontece de igual forma, não tendo o indivíduo surdo que exercer esforço para aprender uma língua de sinais, ou necessidade de qualquer preparação especial.
- Funções da linguagem: As línguas orais podem ser analisadas de acordo com as suas funções. O mesmo acontece com as línguas de sinais. As funções são: a função referencial, a emotiva, a conativa, a fática, a metalinguística, e a poética.
- Processamento: Embora usando modalidades de produção e percepção, as línguas orais e de sinais são processadas na mesma área cerebral, no lado esquerdo do cérebro.[18]

## Características próprias
Segundo Chomsky, todas a línguas possuem um sistema de combinação. A partir de unidades simples, formam-se unidade mais complexas. As frases e sentenças são formadas a partir de palavras; as palavras são formadas a partir de unidades menores, morfemas; e os morfemas, são formadas a partir de fonemas. As línguas de sinais e de sinais se diferem quanto a forma como as unidades são construídas. Segundo Gesser (2009), enquanto as línguas orais tendem a organizar as unidades sequencialmente/linearmente; as línguas de sinais, de uma maneira geral, incorporam as unidades simultaneamente, pois um signo pode ser articulado com uma mão, e outro com a outra, de forma simultânea. Além disso, enquanto as mãos sinalizam itens lexicais, as expressões faciais e corporais fornecem informações discursivas e gramaticais. Mesmo assim, mesmo nas línguas de sinais, a linearidade está presente em todos os níveis de análise: do fonológico ao discursivo. Como por exemplo, nos sinais compostos. Nos sinais compostos, duas unidades preexistentes na língua se juntam para criar um novo vocábulo. Nesses casos, o sinal é realizado em uma ordem linear. Não é possível invertê-la.
Embora existam aspectos universais, pelos quais se regem todas as línguas de sinais, a comunicação visual dos Surdos não é universal. As línguas de sinais não seguem a ordem e estrutura frásicas das línguas orais. As línguas de sinais, assim como as orais, pertencem às comunidades onde são usadas, tendo apresentado diferenças consideráveis entre as determinadas línguas.

## Movimento proximal e distal
Ao contrário das línguas faladas, as palavras na língua de sinais são percebidas com os olhos e não com os ouvidos, com palavras articulados com as mãos e cabeça. O movimento de partes dos braços e dos antebraços são descritos como proximal e distal ("estruturas dispostas longitudinalmente nos membros"); onde proximal é a parte mais próxima do tronco, enquanto a distal é a parte mais distante dele; por exemplo o movimento do pulso é distal. Este tipo de movimento exige menos energia e é geralmente mais fácil de fazer. Os nativos da língua de sinais não olham diretamente para as mãos do parceiro de conversa, em vez disso, o olhar está fixo no rosto, como a visão periférica não é tão focada quanto o centro do campo visual, os sinais articulados perto do rosto permitem que diferenças mais sutis no movimento dos dedos sejam percebidas.